# Amblysperma
Amblysperma là một chi thực vật có hoa trong họ Cúc (Asteraceae).

## Loài
Chi Amblysperma gồm các loài: